# Radikovce
Radikovce (horvátul: Radikovci) falu Horvátországban, Eszék-Baranya megyében. Közigazgatásilag Alsómiholjáchoz tartozik.

## Fekvése
Eszéktől légvonalban 38, közúton 45 km-re északnyugatra, községközpontjától 8 km-re délkeletre, a Szlavóniai-síkságon, a Karasicától délre, az Alsómiholjácról Nekcsére menő úttól keletre fekszik.

## Története
Középkori létezéséről nincs hiteles forrás, így a falu valószínűleg a török uralom idején keletkezett. Első lakói kálvinista magyarok, a diakovári Mehmed pasa jobbágyai voltak. A török kiűzése után Boszniából katolikus sokácok vándoroltak be ide és a valpói, később pedig az alsómiholjáci uradalom része lett. Neve a szláv Rado, Radovan személynévből származik. 1702-ben feljegyzik, hogy a török uralom alatt „Radinkovcin” négy ház állt, ahol csak kálvinisták éltek. Az 1738-as egyházi vizitáció már feljegyezi Szent Anna tiszteletére szentelt, vesszőből font, sárral tapasztott falu templomát. Plébániáját 1789-ben alapították, a plébániatemplomot 1796-ban építették, a plébániaépületet 1834-ben emelték. Birtokosa a Hilleprand von Prandau család volt. A család maradt a birtokosa egészen 1865-ig, amikor Hilleprand von Prandau Károly gyermektelenül halt meg. Ekkor Gusztáv testvérének lánya Stefánia lett a miholjáci uradalom birtokosa, aki Mailáth György felesége lett. Ezután a Mailáth család birtoka volt 1923-ig, amikor a család itteni birtokait a jugoszláv állam elvette.
Az első katonai felmérés térképén „Radikovcze” néven található. Lipszky János 1808-ban Budán kiadott repertóriumában „Radikovcze” néven szerepel. Nagy Lajos  1829-ben kiadott művében „Radikovcze” néven 86 házzal, 190 katolikus vallású lakossal találjuk.
1857-ben 512, 1910-ben 670 lakosa volt. Verőce vármegye Alsómiholjáci járásához tartozott. Az 1910-es népszámlálás adatai szerint lakosságának 72%-a horvát, 14%-a magyar, 12%-a német anyanyelvű volt. Az első világháború után 1918-ban az új szerb-horvát-szlovén állam, majd később (1929-ben) Jugoszlávia része lett. 1991-ben lakosságának 95%-a horvát, 4%-a szerb nemzetiségű volt. 2011-ben a falunak 292 lakosa volt.

## Lakossága
| Lakosság változása | Lakosság változása | Lakosság változása | Lakosság változása | Lakosság változása | Lakosság változása | Lakosság változása | Lakosság változása | Lakosság változása | Lakosság változása | Lakosság változása | Lakosság változása | Lakosság változása | Lakosság változása | Lakosság változása | Lakosság változása |
| ------------------ | ------------------ | ------------------ | ------------------ | ------------------ | ------------------ | ------------------ | ------------------ | ------------------ | ------------------ | ------------------ | ------------------ | ------------------ | ------------------ | ------------------ | ------------------ |
| 1857               | 1869               | 1880               | 1890               | 1900               | 1910               | 1921               | 1931               | 1948               | 1953               | 1961               | 1971               | 1981               | 1991               | 2001               | 2011               |
| 512                | 479                | 445                | 526                | 499                | 670                | 681                | 666                | 768                | 750                | 731                | 523                | 430                | 348                | 338                | 292                |

## Gazdaság
A lakosság többsége mezőgazdasággal és állattartással foglalkozik.

## Nevezetességei
Szent Anna tiszteletére szentelt római katolikus plébániatemploma 1796-ban épült. Egyhajós épület félköríves szentéllyel. Barokk sisakkal fedett harangtornya a nyugati homlokzat előtt áll.

## Kultúra
- A KUD „Sveta Ana” kulturális és művészeti egyesületet 2010-ben alapították.
- A „Praćkijada” kulturális és sporteseményt szeptember első hetében rendezik meg az azonos nevű egyesület szervezésében.

## Oktatás
A faluban a magadenovaci Matija Gubec általános iskola négyosztályos, alsó tagozatos területi iskolája működik.

## Sport
Az NK Bratstvo Radikovci labdarúgóklubot 1937-ben alapították. A csapat a megyei 2. ligában szerepel.

## Egyesületek
- DVD Radikovci önkéntes tűzoltó egyesület.
- LD „Jelen” vadásztársaság.
- UM „Avantura” ifjúsági egyesület.